# Phyllophaga nevermannea
Phyllophaga nevermannea är en skalbaggsart som beskrevs av Saylor 1941. Phyllophaga nevermannea ingår i släktet Phyllophaga och familjen Melolonthidae. Inga underarter finns listade i Catalogue of Life.